# Schechen
Schechen är en kommun och ort i Landkreis Rosenheim i Regierungsbezirk Oberbayern i förbundslandet Bayern i Tyskland.
De tidigare kommunerna Hochstätt och Marienberg uppgick 1 maj 1978 i Schechen.